# Experiência Haughley
A Experiência Haughley (do inglês: Haughley Experiment) foi a primeira comparação entre agricultura orgânica e agricultura convencional, iniciada em 1939 por Lady Eve Balfour e Alice Debenham, em duas quintas adjacentes em Haughley Green, Suffolk, Inglaterra. Baseava-se na ideia de que os agricultores dependiam excessivamente de fertilizantes, que o gado, as colheitas e o solo deveriam ser tratados como um sistema completo, e que a agricultura "natural" produzia alimentos que eram de alguma forma mais saudáveis do que os alimentos produzidos com métodos mais intensivos. Lady Balfour acreditava que o futuro da humanidade e a saúde humana dependiam da forma como o solo era tratado e conduziu a experiência para gerar dados científicos que apoiassem estas crenças.
Deborah Stinner, uma entomologista, escreveu que, pelos padrões modernos, a experiência de Haughley foi mais uma "demonstração" do que uma verdadeira experiência, porque lhe faltava rigor metodológico e, portanto, não é possível tirar conclusões firmes dos seus resultados.
As descobertas relatadas pela experiência de Haughley incluíram:
1. Os níveis de minerais disponíveis no solo flutuam de acordo com a estação, com os níveis máximos coincidindo com o período de máxima procura das plantas, e estas flutuações foram significativamente maiores nas parcelas orgânicas.
2. Os níveis de minerais vegetativos permaneceram tão altos ou mais altos nas parcelas orgânicas, mesmo sem receber os aportes minerais que as parcelas convencionais receberam.
3. Animais alimentados organicamente necessitavam de 12 a 15% menos de alimentos, eram mais saudáveis e viviam mais do que os seus equivalentes convencionais.
4. Aumento dos rendimentos.[7][8][9]

No início da década de 1980, pouco antes de cessar a operação, as propriedades das três secções foram medidas e mostraram diferenças na densidade de minhocas, na profundidade das raízes das culturas e nas propriedades do solo, incluindo o carbono do solo, a humidade e, surpreendentemente, a temperatura.